# Štanjel
Štanjel – wieś w Słowenii, w gminie Komen. W 2018 roku liczyła 360 mieszkańców.